# Distrito de Lagunas (Chiclayo)
El distrito de Lagunas es uno de los veinte distritos de la provincia de Chiclayo, ubicada en el departamento de Lambayeque, bajo la administración del Gobierno Regional de Lambayeque, en el norte de Perú.
Desde el punto de vista jerárquico de la Iglesia católica, forma parte de la Diócesis de Chiclayo.

## Historia
Fue creado por ley el 2 de enero de 1857, en el gobierno del Presidente Ramón Castilla.

### Restos arqueológicos
Existen numerosos restos arqueológicos que sugieren la presencia de una antigua e intensa ocupación humana, basada en una agricultura incipiente.
Entre estos se destaca el Cerro Purulén, con una antigüedad de 3000 a 3500 años, donde se han ubicado varios edificios piramidales en una extensión de 3 km².
En Ucupe se han descubierto grandes murales polícromos de 6,70 m de largo por 1,02 de altura, donde se representan personajes humanos y animales y también la huaca la teodora muy conocida, la cual se encuentra antes de cruzar en puente de Ucupe.

## Geografía
Abarca una superficie de 429,27 km² y está bañado por las aguas del Océano Pacífico y atravesado por el río Saña. Su capital es el pueblo de Mocupe ubicado a 39 km de Chiclayo, a 33 m s. n. m.

### Relieve
Su territorio es llano, con pequeñas lomas y quebradas, dunas, médanos y algunos cerros. Otros accidentes son: Las playas de La Punta y Calanloche, las pampas de los Médanos al N. y los de Ucupe al SUR la prov. de chepén y tiene dunas donde algunos encuentran chaquiras finas para los collares y es muy rico en fauna...

### Clima
En las zonas próximas al mar, es húmedo, fresco, sin lluvias y de vientos moderados. En las partes más alejadas se siente calor y los vientos se presentan fuertes arrastrando arena.

### Recursos naturales
Dispone de suelos limosos profundos, los cuales debido a la escasez de agua no son cultivados. Se presentan salinizaciones cerca a la desembocadura del río Zaña.
Su flora presenta bosques ralos propia de las orillas de los ríos. También hay totorales e hineales, tupidos carrizales y caña brava y de azúcar, mangos, limón dulce,.
Su fauna marítima es rica en especies, y en su vegetación ribereña viven numerosas aves, culebras, zorros, guarahuaos, loros, las famosas chilalas y pequeños mamíferos etc.. (ratas, mucas, zorrinos).

## Demografía

### Centros poblados

#### Urbanos
- Mocupe (4 973 hab.)[3]
- Nuevo Mocupe (2 202 hab.)
- Tupac Amaru-Rafan (800 hab.)
- Lagunas (518 hab.)

#### Rurales
- Pueblo Libre (433 hab.)
- El Agropecuario (272 hab.)
- El Progreso (205 hab.)
- Manco Capac II (139 hab.)
- San Pedro (110 hab.)
- Peroles IV (100 hab.)

#### Caseríos
- Las Vegas (84 hab.)
- San Luis (57 hab.)
- Montecruz (52 hab.)

## Autoridades

### Municipales
- 2019 - 2022[4]
  - Alcalde: Carlos Amancio Fernández Cacho, del Partido Democrático Somos Perú.
  - Regidores:

  1. Esteffany Elizabeth Álvarez Oliva (Partido Democrático Somos Perú)
  2. Jherson Elías Tirado Vera (Partido Democrático Somos Perú)
  3. José Ricardo Iriarte Ríos (Partido Democrático Somos Perú)
  4. Gabriela Isabel Campodónico Aliaga (Partido Democrático Somos Perú)
  5. Guillermo Eduardo Álvarez Pejerrey (Partido Aprista Peruano)

Alcaldes anteriores
- 2015-2018:[5] Segundo Castillo, del partido APRA.
- 2011-2014: Johnny Manuel Sernaqué Cruz, del Partido Alianza para el Progreso (APP)[6]
- 2007-2010: Pedro Milton Pejerrey Manzanares.

### Policiales
- Comisaría de Mocupe
  - Comisarioː Capitán PNP Cesar Augusto Beltran Murga.[7]